# Homeshoring
Le homeshoring est une solution de centre d’appel basée sur l’utilisation d’un réseau de téléconseillers travaillant depuis leur domicile afin de réaliser des missions en appel entrant/sortant.

## Principe
Alternative à l'offshore, le homeshoring consiste pour les centres d'appels à avoir recours à des personnes travaillant de chez elles : le plus souvent, ces personnes ne sont pas salariés mais travaillent en prestataires indépendants,. Les personnes mises à contribution peuvent avoir recours au statut de l'auto-entreprise. En France, la première entreprise organisée en homeshoring a été créée en 2004. Il s'agit du centre d'appel PlusAgenda. 
Pour les partisans de cette organisation, le homeshoring offre une flexibilité en termes d'horaire et de mission, avec du personnel qualifié, sans délocaliser ces emplois en dehors des frontières du pays,.
Cependant, le homeshoring est critiqué pour plusieurs raisons invoquées par les télétravailleurs à domicile. En effet, ces derniers estiment que la rémunération n'est très souvent pas équivalente au temps mis pour résoudre les préoccupations des clients. Une polémique qui ne causera certainement le glas des centres d'appels classiques de sitôt.